# Peristeria elata
Peristeria elata (Hook., 1831) è una pianta appartenente alla famiglia delle Orchidacee.

## Biologia
Si riproduce per impollinazione entomogama ad opera dell'ape euglossina Eufriesea concava.

## Distribuzione e habitat
La specie è diffusa in Costa Rica, Panama, Colombia, Ecuador e Venezuela.